# Hugo z Vermandois (biskup)
Hugo z Vermandois (920 – 962 Meaux) byl franský šlechtic z rodu Herbertovců a arcibiskup v Remeši.

## Život
Po smrti arcibiskupa Seulfa z Remeše byl v roce 925, ve svým čtyřech letech jmenován svým otcem Herbertem II., hrabětem z Vermandois do úřadu arcibiskupa, což z něj činí jednoho z nejmladších arcibiskupů vůbec. Volba proběhla proti vůli franské opozice. Během jeho úřadování všechny duchovní záležitosti za nezletilého biskupa spravoval Abbo, biskup ze Soissons. Když se v roce 931 dostala k moci franská opoziční frakce, byl Hugo z Vermandois úřadu zbaven a vévodou Hugem Velikým vyhnán z Remeše. Biskupství následně převzal nově zvolený arcibiskup Artold z Remeše.
V roce 940 došlo v Remeši k politickým změnám a tak se do úřadu arcibiskupa vrátil a setrval v něm až do roku 946, kdy nad Remeší získal kontrolu král Ludvík IV. Francouzský a s pomocí východofranského krále Oty I. Velikého nechal Huga znovu sesadit a vyhnat. Na jeho místo se vrátil Artold z Remeše.
V roce 961 po Artoldově smrti došlo k pokusu dosadit Huga znovu do biskupského úřadu, nicméně papež Jan XII. se proti tomu postavil a místo toho novým biskupem jmenoval Odalricha z Remeše. Ve stejné době byl Hugo z Vermandois exkomunikován. Zemřel v Meaux v roce 962.